# 张瑞琨
张瑞琨（1935年1月— ），上海人，中國教育家，物理学家。曾任华东师范大学校长。

## 生平
张瑞琨于1956年毕业于华东师范大学物理系。1958年10月经北京俄语学院留苏预备部培训后，于1959年底赴苏联科学院列别捷夫物理研究所学习，1963年获理论物理副博士学位。
| 前任： 刘佛年 | 华东师范大学校长 1992年 - 1997年 | 繼任： 王建磐 |